# 斯特法諾·毛里
斯蒂法諾·毛里（義大利語：Stefano Mauri，1980年1月8日—）乃一名意大利足球運動員，司職中場，目前效力意甲球會拉素。
這名球員之前主要效力意大利一些低組別球會，曾加盟屬意甲的烏甸尼斯。2006年上半年加盟拉素，自此成為拉素核心人物。他負責邊路攻擊，較偏向左路，但右路也能勝任。
他在2004年欧洲杯後首度獲國家隊選入，出戰過11場國際賽.
2009年至2010年意大利足球甲级联赛第22轮拉齐奥同尤文图斯的比赛中，毛里打进扳平比分的一球。庆祝进球时，羅伯托·巴羅尼奧跳向毛里身上，使得毛里撞上湯馬素·洛基，眉骨附近撞破流血。毛里随后不得不被换下场。